# 鲍叔牙
鮑叔牙（？—前644年），姒姓，鲍氏，亦稱鮑叔、鮑子，春秋時代齊國大夫，颍上（今安徽省阜陽市颍上縣）人。父為鲍敬叔。

## 生平

### 義助管仲
鮑叔牙是管仲的好友，早期管仲貧困，管仲佔便宜他不以為意。後來管仲侍奉齊襄公的弟弟公子糾，鮑叔牙侍奉公子糾的弟弟公子小白。

### 輔佐小白
周莊王十一年（前686年），冬十一月齊國內亂，管仲則隨公子糾出奔魯，鮑叔牙隨公子小白出奔莒。

### 舉管仲相
周莊王十二年（前685年），春齊人殺無知。夏管仲奉公子糾返齊，並試圖刺殺小白，失敗。小白返國繼位，是為桓公。桓公要魯國處死公子糾，又告知魯國，桓公要自己殺死管仲，管仲被囚車運送回國。由於深知管仲的才能，鮑叔牙建議桓公勿將其定罪，甚至推薦管仲當上了宰相，被時人譽為“管鮑之交”、“鮑子遺風”。太史公司馬遷在史記〈管晏列传〉中说：“天下不多管仲之賢，而多鮑叔能知人也。”
周襄王八年（前645年），管夷吾有病，小白問之曰：「仲父之病病矣，可不諱云，至於大病，則寡人惡乎屬國而可？」夷吾曰：「公誰欲歟？」小白曰：「鮑叔牙可。」曰：「不可。其為人潔廉善士也，其於不己若者不比之人，一聞人之過，終身不忘。使之理國，上且鉤乎君，下且逆乎民。其得罪於君也，將弗久矣。」，所以舉薦让隰朋称相，并要求齐桓公远离开方、竖刁、易牙三人。一月后隰朋逝世，齐桓公坚持让鲍叔牙称相，鲍叔牙说称相可以，但是必须辞去易牙、开方、竖刁三人。齐桓公照做了，但一段时间过后，齐桓公想念易牙、开方、竖刁三人，又把他们征召回来。
周襄王九年（前644年），鮑叔牙因此抑郁而病逝。子孙世世代代在齐国享有俸禄，得到封地的有十几代，多数是著名的大夫。次年（前643年），冬十月齊桓公饑寒交迫中走完王霸之路。

### 毋忘在莒
《管子·小稱》：「桓公、管仲、鮑叔牙、甯戚四人飲，飲酣，桓公謂鮑叔牙曰『闔不起為寡人壽乎？』鮑叔牙奉杯而起曰『使公毋忘出如莒時也，使管子毋忘束縛在魯也，使甯戚毋忘飯牛車下也。』桓公辟席再拜曰『寡人與二大夫能無忘夫子之言，則國之社稷必不危矣。』」鮑叔牙即提醒齊桓公勿忘當年之苦難。

## 评价
- 管仲：“生我者父母，知我者鲍子也”（《史记·管晏列传》）
- 孔子：“齐有鲍叔⋯⋯知贤，智也；推贤，仁也；引贤，义也。有此三者，又何加焉？”（《韩诗外传》）
- 墨子：“齐桓染于管仲、鲍叔，晋文染于舅犯、高偃，楚庄染于孙叔、沈尹，吴阖闾染于伍员、文义，越句践染于范蠡、大夫种。此五君者所染当，故霸诸侯，功名传于后世。”（《墨子·所染》）
- 夏侯湛：“鲍子愔愔，式昭德音，绸缪敬叔，二人同心，厥芳犹兰，其坚如金，遥遥景迹，君子攸钦。”（《艺文类聚（唐）欧阳询·卷二十一·人部五》）
- 陶渊明：“知人未易，相知实难。谈美初交，利乘岁寒。管生称心，鲍叔必安。奇情双亮，令名俱完。”（《读史述九章》）
- 李白：“鲍生荐夷吾，一举置齐相。斯人无良朋，岂有青云望。临财不苟取，推分固辞让。后人称其贤，英风邈难尚。”（《陈请赠友人》）
- 杜甫：“翻手作云覆手雨，纷纷轻薄何须数。君不见管鲍贫时交，此道今人弃如土。”（《贫交行》）
- 高适：“丈夫结交须结贫，贫者结交交始亲。世人不解结交者，唯重黄金不重人。黄金虽多有尽时，结交一成无竭期。君不见管仲与鲍叔，至今留名名不移。”
- 元稹：“荣辱身沉影与身，世情谁是旧雷陈。唯应鲍叔犹怜我，自保曾参不杀人。”
- 周敦颐：“言理不可求，吾将讯苍苍。草木被春华，随风散芳香。才高未为福，名大或不祥。煌煌太史公，逸气横八方。瑞麟出非时，巷伯终见戕。晏婴不可作，鲍叔遥相望。发愤著春秋，掩夺日月光。文章诚可传，毁辱庸何伤。”（《永乐大典·周濂溪集》）
- 司马光：“昔鲍叔之于管仲，子皮之于子产，皆位居其上，能知其贤而下之，授以国政；孔子美之。”（《资治通鉴·卷二百一十一》）
- 曾巩：“云中一点鲍山青，东望能令两眼明。若道人心是矛朝，山前哪得叔牙城。”
- 叶适：“鲍叔，管仲友也，鲍卑而管贵，美在叔也。”（《水心集》）
- 冯梦龙：“夷吾负大器，鲍子早相知。初释堂阜缚，便为齐国基。铺张政就日，羽翼霸成时。一举三贤萃，桓公大可奇。”（《东周列国志》第二十五回　齐召忽从主死节　管夷吾条陈伯策）
- 成海應：“知人之術，不可學而能也。或失於小，或失於大，若拘以細行，則失於大，若取以大節，則失於小。失於大者，不若失於小也。管仲當貧賤時，欺負鮑叔多矣。其行豈能一一中於宜乎。凡人之志必薄之，顧乃畧略其細而取其長，卒乃免於堂阜。而俾以齊國之政，己無與焉。無與焉者，不欲分其權也。是故，一匡天下而未嘗劃一策，九合諸侯而未嘗出一謀，桓公至謂之仲父而無猜忌，齊國只知有管仲而無嫉妬。此其心，豈非休休然大臣者耶。是故，子孫世執齊國之權，而其功德，反有加於管仲者也。”（「研經齋全集續集」10冊，史論，鮑叔）

## 家族

### 父
- 鲍敬叔[2]

### 後人
- 曾孫鮑牽（庄子）、鮑国（文子）
- 六世孫鮑牧，鮑文子曾孫
- 七世孫鮑息，鮑牧之子